# Куйбишев Микола Володимирович
Микола Володимирович Куйбишев (25 грудня 1893, місто Кокчетав Акмолінська область, тепер місто Кокшетау, Республіка Казахстан — розстріляний 1 серпня 1938, Москва) — радянський військовий діяч, комкор, командувач військ Сибірського і Закавказького військових округів. Брат Валеріана Куйбишева. Член Комісії партійного контролю при ЦК ВКП(б) (1934—1938). Депутат Верховної Ради СРСР 1-го скликання (1937—1938).

## Біографія
Народився 13 (25) грудня 1893 року в родині офіцера російської армії, належав до дворянського стану. У 1912 році закінчив Сибірський кадетський корпус в Омську. У 1914 році достроково закінчив Олександрівське військове училище (був на одному курсі з Тухачевським) — у званні підпоручника достроково випущений на фронт.
Брав участь в Першій світовій війні у складі 10-го Малоросійського гренадерського полку російської армії: командир роти і батальйону, з листопада 1917 року — ад'ютант полку, капітан. Був тричі поранений.
Член РКП(б) з січня 1918 року.
З 1918 року служив у Червоній армії. З липня по грудень 1918 року — член Вищої військової інспекції в Москві, містах Балашов і Камишин Саратовської губернії.
З січня по вересень 1919 року — військовий комісар 3-ї стрілецької дивізії (з липня по серпень 1919 року тимчасово командував дивізією). У вересні — грудні 1919 року — командир 3-ї бригади 9-ї стрілецької дивізії. З січня 1920 року по червень 1921 року — начальник 9-ї стрілецької дивізії на Південному фронті. Воював проти білогвардійських військ генералів Денікіна, Врангеля, Улагая та Назарова, брав участь у захопленні радянськими військами незалежної Грузії в лютому 1921 року.
У червні — жовтні 1921 року — командир і військовий комісар 2-го Кавказького стрілецького корпусу в місті Владикавказі.
У листопаді 1921 — березні 1922 року — слухач Вищих академічних курсів при Військовій академії РСЧА.
З березня 1922 по травень 1923 року — комендант і військовий комісар Кронштадтської фортеці.
З травня 1923 року по листопад 1924 року — начальник і військовий комісар Вищої стрілецько-тактичної школи (курсів) «Постріл».
З листопада 1924 року — помічник командувача військ Туркестанського фронту в місті Ташкенті.
З жовтня 1925 по липень 1926 року — керівник групи радянських військових радників і фахівців в Китаї.
З липня 1926 року — командир і військовий комісар 3-го стрілецького корпусу РСЧА.
З грудня 1926 року — начальник командного управління Головного штабу РСЧА.
З січня по листопад 1928 року — помічник командувача військ Московського військового округу.
З листопада 1928 року по листопад 1929 року — командувач військ Сибірського військового округу.
З грудня 1929 року — начальник Головного управління РСЧА. З жовтня 1930 року — секретар розпорядчих засідань Ради Праці і Оборони СРСР, член колегії Наркомату робітничо-селянської інспекції СРСР і керівник військово-морської інспекції.
У лютому 1934 року обраний членом Комісії партійного контролю при ЦК ВКП(б). З лютого 1934 року по червень 1937 року — керівник групи Комісії партійного контролю при ЦК ВКП(б) у військово-морських справах. З квітня 1935 року — член Бюро Комісії партійного контролю при ЦК ВКП(б). 
З червня 1937 року по січень 1938 року — командувач військ і член Військової ради Закавказького військового округу. 
29 січня (за іншими даними, 2 лютого) 1938 року заарештований на підставі свідчень Тухачевського, Примакова і Фельдмана. Визнав себе винним «в участі в антирадянській, троцькістській, військово-фашистській змові, а також в тому, що він був шпигуном німецької, польської, японської і литовської розвідок». Військовою колегією Верховного суду СРСР 1 серпня 1938 року засуджений до страти. Розстріляний цього ж дня.
19 травня 1956 року реабілітований. Відновлений в партії рішенням КПК при ЦК КПРС 27 липня 1956 року.

## Звання
- комкор (1936)

## Нагороди та звання
- три ордени Червоного Прапора (1920, 1921, 1922)
- орден Червоного Прапора Азербайджанської РСР (28.03.1921)
- орден Червоного Прапора Грузинської РСР (1923)
- орден Святої Анни IV ст. (28.10.1915)
- орден Святого Станіслава III ст. (8.07.1916)
- орден Святої Анни III ст. (14.02.1917)
- орден Святого Станіслава II ст. (20.04.1917)